# Diego Morcillo Rubio de Auñón
Fra Diego Morcillo Rubio de Auñón (Villarrobledo, 3 de gener 1642 - † Lima, 12 de març de 1730) va ser bisbe de La Paz, arquebisbe de La Plata i de Lima i, en dues ocasions, virrei del Perú.

## Formació i Primers càrrecs
Fill d'Alonso Morcillo i Maria Manzano. de jove entra a l'Orde dels Trinitaris Descalços de Toledo. Va realitzar Estudis de Filosofia i Teologia a la Universitat d'Alcalá, Arribant a ocupar el lloc de professor. La seva fama Enorme, Més sobre Cultura i Aguda Intel·ligència va anar creixent fins a arribar a orelles del rei. mentre impartia classes a Alcalá, El Rei Carles II el va nomenar Predicador de la Cambra Real i Teòleg de la Reial Junta de la Concepció. Així Mateix va aconseguir El Lloc de qualificador Dins del Consell Suprem de la Inquisició i del Teòleg Consultor del Nunci de Sa Santedat de a Madrid.
El seu avanç imparable Dins de la Jerarquia eclesiàstica i Política, el condueix a assumir càrrecs en el Nou Món. Així, el 21 de novembre 1701 fou nomenat bisbe de Lleo (Nicaragua). Però abans de prendre possessió i ja en camí de la Diòcesi Ade Leo, fou nomenat Sobre el 14 maig 1708 Bisbe de La Paz (actual Bolívia). Més Tart seria Designat Com a arquebisbe de La Plata (avui Sucre) El 21 de març de 1714 i, i finalment, Arquebisbe de Lima El 12 de maig de 1723. Simultàniament, se li va encomanar la Direcció del Virregnat del Perú.

## Primer Virregnat

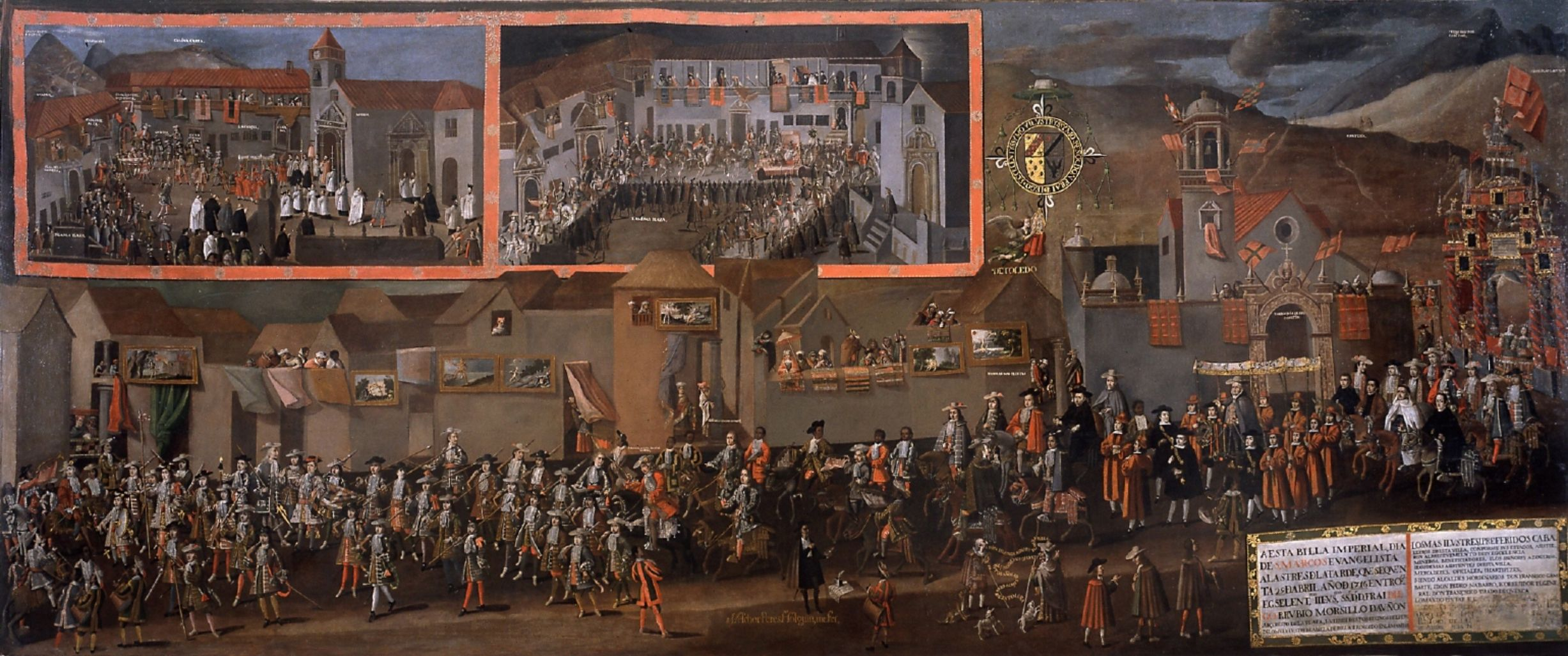
Detall de l'Entrada del Virrei Arquebisbe Morcillo a Potosí (1718), Obra de Melcior Pérez de Holguín. Museu d'Amèrica, Madrid.

El 1716, durant el seu Arquebisbat a La Plata, va ser reclamat pel rei Felip Vper assumir El títol de Virrei del Perú de manera interina. El 15 d'agost va entrar a Lima substituint a mateu de la Mata Ponce de León, president de l'Audiència. Mata Also havia estat ocupant el càrrec de Manera interina, des de La retirada de Don Diego Ladrón de Guevara El 2 de març de 1716. Morcillo va ocupar aquest lloc fins al 5 d'octubre, quan el càrrec va ser assumit per Carmine Nicolás Caracciolo, Príncep de Sant Buono i successor oficial de Ladrón de Guevara. Don Diego Morcillo va retornar als seus deures eclesiàstics com a arquebisbe de Charcas, sense haver pres decisions de cert calat en el seu virregnat, més enllà de les pròpies que garantissin la seva continuïtat i estabilitat.

## Segon Virregnat

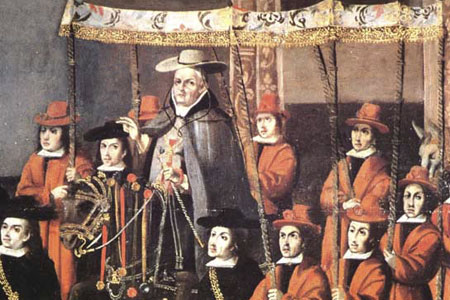
Morcillo sota tàlem presbiterial

Al final del mandat de Caracciolo, Morcillo va rebre de nou el Virregnat, aquesta vegada com a titular. Va entrar solemnement a Lima i va ocupar el càrrec el 26 gener 1720, a el Cabildo metropolità li fou atorgada una missa d'acció de gràcies a la Catedral (3 febrer 1720), durant el qual va pronunciar un sermó laudatori el canonge Vicente Ortiz de Foronda; i Pedro de Peralta Barnuevo va pronunciar un discurs en el seu elogi durant la rebuda que li va tributar la Universitat de Sant Marc.
Els seus biògrafs destaquen a Morcillo com un intel·ligent administrador. Entre els seus èxits polítics consta que, sota el seu mandat, es va registrar un gran augment dels ingressos reals en la colònia. En aquest sentit, el 1722 va aconseguir que arribés a Cadis la fragata Àguila Volant del Sr Nicolau Giraldino amb una important càrrega de plata i altres riqueses.
En l'aspecte de la defensa, entre 1720 i 1721 va combatre els pirates anglesos John Clipperton i George Shelvocke, els quals, entrant per l'estret de Magallanes, van assolar les costes del Mar del Sud, és a dir, el litoral xilè i peruà, al marc de la guerra entre Anglaterra i Espanya. Clipperton apressar el galió en què venia de Panamà el seu vell enemic José Antonio de la Rocha i Carranza (Marquès de Villa-Rocha) amb la seva família. En Nicoya (Costa Rica) va deixar lliure a l'esposa del marquès, i va tornar a les costes peruanes, on va bombardejar Arica el febrer de 1721, abans de retirar-se cap a Oceania, arribant fins a les illes Mariannes on va aconseguir fugar el marquès. Prop de les illes Filipines Clipperton va ser reduït per vaixells espanyols i es presumeix que va acabar penjat. Per la seva banda, George Shelvocke va saquejar Chiloé, va capturar naus mercants a Concepción, incendiar el port de Paita el 21 de març de 1720 al negar-se la seva població a pagar rescat, i després d'una sèrie de peripècies pròpies d'un relat novel·lesc, va prosseguir el seu viatge cap a Panamà i Califòrnia sense que els tres Navilis de Guerra Espanyols enviats pel Virrei, al comandament del General Bartolomé de Urdinso, aconseguissin capturar-lo. Finalment, hi va haver una altra incursió, la del corsari holandès Jacob Roggeween per l'estret de Magallanes, que va concloure amb el descobriment de l'illa de Pasqua el 6 d'abril de 1722. El Virrei manxec va haver de pagar la reparació dels Vaixells de guerra del seu propi comte.
En el govern econòmic, comminar als oficials reals d'Huancavelica a adquirir l'argent viu a un preu més favorable per a la Tresoreria Reial. La superintendència de mines va registrar un important superàvit que es va invertir en l'arranjament del port del Callao i en la reparació del pont de Pilcomayo que comunicava les ciutats de La Plata i Potosí. Per altra banda l'11 de març de 1720, el virrei va prohibir el comerç il·lícit per les costes peruanes i va comunicar el 1722 al Consell d'Índies la captura de deu vaixells francesos carregats de mercaderia europea. El 1721 va arribar a la fira de Portobelo el navili de permís "Royal George", de conformitat amb el que disposa el Tractat d'Utrecht signat entre Espanya i Anglaterra.
Pel que fa a l'ordre intern, aquest governant va haver d'enfrontar el 1723 l'alçament dels indis araucans a Xile que va conduir a l'abandonament dels forts de Concepción, Püren i Naixement. Per Reial Cèdula del 30 desembre 1724, el virrei va ordenar que el nombre d'homes en armes a Xile s'elevarà a dos mil i que els mateixos procedissin a apaivagar als indis.
En el terreny social, va correspondre a aquest govern aplicar la Reial Ordre de 1720 que va suprimir el règim de la comanda, el que va alliberar els indis d'aquest sistema d'explotació, encara que algunes comandes persistiren fins a la segona meitat del segle xviii, com va ser el cas de les de Chiloé.
Pel que fa al Patronat regi, va elevar a monestir el beateri de les mercedàries, i va impulsar el Convent de les monges trinitàries descalces a Lima, el qual va presidir la inauguració el 30 de maig de 1722. El 1724 va quedar instal·lat el monestir del Carme a Trujillo i els franciscans van erigir l'escola i convent de Santa Rosa de Ocopa a la regió de l'Ucayali.
En altres successos importants que van ocórrer durant el seu mandat virregnal s'han esmentar: La desaparició de Saña, pròspera vila del nord peruà que va sucumbir per una inundació provocada per torrencials pluges (15 març, 1720). La supressió el 1722 del Virregnat de Nova Granada (creat el 1717) reincorporant el territori de la seva jurisdicció al Perú (tot i que seria restablert el 1739). El 1723 es van celebrar a Lima amb pomposes festes el matrimoni del Príncep d'Astúries, després Rei sota el nom de Lluís I d'Espanya, amb la princesa senyora Lluïsa d'Orleans, que s'havia celebrat l'any anterior.
Però la seva gestió es va veure entelada pels greus incidents del Paraguai entre els Jesuïtes i José de Antequera (Revolució Comunera), davant els quals va adoptar molt febles disposicions.

## Arquebisbe de Lima
Després de la mort de l'Arquebisbe titular de Lima Antonio de Soloaga, va ser preconitzat per succeir-lo en aquest càrrec el 12 de maig de 1723. Va prendre possessió de la seva seu el dia 18 de desembre, i en atenció a la seva àrdua i fatigosa tasca com a Virrei, va haver de delegar part de la seva responsabilitat en el màxim lloc religiós al seu nebot Pere Morcillo Rubio de Auñón, a qui va nomenar bisbe auxiliar de Lima. Finalment va ser rellevat del govern virregnal, era lliurat al Marques de Castelfuerte, efectuant la cerimònia oficial de la seva entronització a l'Arquebisbat (17 juliol, 1724). Des d'aquell moment va passar a dedicar-se exclusivament de la seva tasca eclesial, fins que va morir el 1730.
Pel que fa a la seva tasca apostòlica, cal destacar que, gràcies a la seva intercessió, durant aquest temps el Papa Benet XIII va elevar als altars a Toribio de Mogrovejo i Francisco Solano, dos dels sants més importants del Perú. Igualment, va franquejar els arxius de l'Església peruana al Llicenciat Antonio de la Cova Ponce de León, perquè escrivís la història de la seva organització i els seus homes il·lustres. Va viure austerament i es va destacar per la seva prodigalitat en la distribució d'almoines, però com a virrei i com a arquebisbe es va distingir també pel zel que va posar en l'enviament de donatius per a la Corona
També Morcillo va destacar com benefactor del seu Orde i la seva ciutat natal, donant a les dues importants sumes del seu propi. Va destinar 200,000 pesos per erigir a Roma el convent i l'església de la Santíssima Trinitat, per tal que hi acudissin els sacerdots trinitaris durant les seves visites a la Ciutat Santa.

D'aquesta il·lustre personalitat l'historiador Rubén Vargas Ugarte ha dit el següent:
| « | "Va ser D. Fra Morcillo exemplar religiós en els anys en què va viure en els claustres i en l'exercici de la dignitat episcopal procedir amb suavitat i prudència, sense donar motiu a queixes per part dels seus subordinats. Ja entrat en anys, va ser cridat a exercir el càrrec de Virrei, que no era el més adaptat al seu caràcter i circumstàncies, però no es pot dir que descuidés en ell els seus deures i incorregués en desencerts. Breu va ser el temps del seu govern i, vistes totes les coses, més dret té la encomi que al vituperi ". (Història General del Perú, tom IV, pàg. 135, Lima, 1981). | » |